# Mistrzostwa Europy w piłce nożnej 2000 (eliminacje)/Grupa 1
Grupa 1 eliminacji do Euro 2000 składa się z pięciu zespołów:
- Włochy
- Dania
- Szwajcaria
- Walia
- Białoruś

Zespoły rozegrają mecze w systemie każdy z każdym u siebie i na wyjeździe. Zwycięzca grupy awansuje na Euro, a drugi zagra w barażach

## Tabela
| Lp. | Drużyna    | M | Mecze | Mecze | Mecze | Bramki | Bramki | Bramki | Pkt |
| Lp. | Drużyna    | M | W     | R     | P     | +      | −      | +/−    | Pkt |
| --- | ---------- | - | ----- | ----- | ----- | ------ | ------ | ------ | --- |
| 1.  | Włochy     | 8 | 4     | 3     | 1     | 13     | 5      | +8     | 15  |
| 2.  | Dania      | 8 | 4     | 2     | 2     | 11     | 8      | +3     | 14  |
| 3.  | Szwajcaria | 8 | 4     | 2     | 2     | 9      | 5      | +4     | 14  |
| 4.  | Walia      | 8 | 3     | 0     | 5     | 7      | 16     | −9     | 9   |
| 5.  | Białoruś   | 8 | 0     | 3     | 5     | 4      | 10     | −6     | 3   |

|            | Włochy | Dania | Szwajcaria | Walia | Białoruś |
| ---------- | ------ | ----- | ---------- | ----- | -------- |
| Włochy     | X      | 2:3   | 2:0        | 4:0   | 1:1      |
| Dania      | 1:2    | X     | 2:1        | 1:2   | 1:0      |
| Szwajcaria | 0:0    | 1:1   | X          | 2:0   | 2:0      |
| Walia      | 0:2    | 0:2   | 0:2        | X     | 3:2      |
| Białoruś   | 0:0    | 0:0   | 0:1        | 1:2   | X        |

## Wyniki
| 5 września 1998 | Białoruś | 0:0(0:0)Raport | Dania | Stadion Dynama Mińsk, Mińsk Widzów: 35 000 Sędzia: Georg Daenne |
|                 |          |                |       |                                                                 |

| 5 września 1998 | Walia | 0:2(0:1)Raport | Włochy · 17' Fuser · 77' Baggio | Anfield, Liverpool Widzów: 23 160 Sędzia: Terje Hauge |
|                 |       |                |                                 |                                                       |

| 10 października 1998 | Włochy · 18', 62' Del Piero | 2:0(1:0)Raport | Szwajcaria | Stadio Friuli, Udine Widzów: 37 668 Sędzia: Alan Sars |
|                      |                             |                |            |                                                       |

| 10 października 1998 | Dania · 57' Frederiksen | 1:2(0:0)Raport | Walia · 58' Williams · 87' Bellamy | Parken, Kopenhaga Widzów: 36 009 Sędzia: Sándor Piller |
|                      |                         |                |                                    |                                                        |

| 14 października 1998 | Szwajcaria · 58' Chapuisat | 1:1(0:0)Raport | Dania · 89' Ole Tobiasen | Hardturm, Zurych Widzów: 12 500 Sędzia: Miroslav Radoman |
|                      |                            |                |                          |                                                          |

| 14 października 1998 | Walia · 15' Robinson · 54' Coleman · 85' Symons | 3:2(1:1)Raport | Białoruś · 21' Hurenka · 48' Bialkiewicz | Ninian Park, Cardiff Widzów: 11 975 Sędzia: Lawrence Sammut |
|                      |                                                 |                |                                          |                                                             |

| 27 marca 1999 | Białoruś | 0:1(0:0)Raport | Szwajcaria · 72' Fournier | Stadion Dynama Mińsk, Mińsk Widzów: 35 000 Sędzia: Oğuz Sarvan |
|               |          |                |                           |                                                                |

| 27 marca 1999 | Dania · 58' Sand | 1:2(0:1)Raport | Włochy · 1' Inzaghi | Parken, Kopenhaga Widzów: 41 429 Sędzia: Antonio Jesús López Nieto |
|               |                  |                |                     |                                                                    |

| 31 marca 1999 | Szwajcaria · 4', 70' Chapuisat | 2:0(1:0)Raport | Walia | Letzigrund Stadion, Zurych Widzów: 13 500 Sędzia: Miroslav Lida |
|               |                                |                |       |                                                                 |

| 31 marca 1999 | Włochy · 30' (k.) Inzaghi | 1:1(1:1)Raport | Białoruś · 24' Bialkiewicz | Stadio del Conero, Ankona Widzów: 20 735 Sędzia: Michel Priaux |
|               |                           |                |                            |                                                                |

| 5 czerwca 1999 | Dania · 22' Heintze | 1:0(1:0)Raport | Białoruś | Parken, Kopenhaga Widzów: 24 876 Sędzia: Lucílo Baptista |
|                |                     |                |          |                                                          |

| 5 czerwca 1999 | Włochy · 7' Vieri · 37' Inzaghi · 39' Maldini · 89' Chiesa | 4:0(4:0)Raport | Walia | Stadio Renato Dall'Ara, Bolonia Widzów: 12 392 Sędzia: Edgar Steinborn |
|                |                                                            |                |       |                                                                        |

| 9 czerwca 1999 | Walia | 0:2(0:0)Raport | Dania · 84' Tomasson · 89' (k.) Tøfting | Anfield, Liverpool Widzów: 10 956 Sędzia: Amand Ancion |
|                |       |                |                                         |                                                        |

| 9 czerwca 1999 | Szwajcaria | 0:0(0:0)Raport | Włochy | Stade Olympique de la Pontaise, Lozanna Widzów: 15 800 Sędzia: Graham Poll |
|                |            |                |        |                                                                            |

| 4 września 1999 | Białoruś · 25' Baranau | 1:2(1:1)Raport | Walia · 42' Saunders · 86' Giggs | Stadion Dynama Mińsk, Mińsk Widzów: 25 000 Sędzia: Tom Henning Øvrebø |
|                 |                        |                |                                  |                                                                       |

| 4 września 1999 | Dania · 54' Nielsen · 81' Tomasson | 2:1(0:0)Raport | Szwajcaria · 79' Türkyılmaz | Parken, Kopenhaga Widzów: 41 667 Sędzia: Ryszard Wójcik |
|                 |                                    |                |                             |                                                         |

| 8 września 1999 | Szwajcaria · 68', 86' Türkyılmaz | 2:0(0:0)Raport | Białoruś | Stade Olympique de la Pontaise, Lozanna Widzów: 12 500 Sędzia: Leslie Irvine |
|                 |                                  |                |          |                                                                              |

| 8 września 1999 | Włochy · 10' Fuser · 34' Vieri | 2:3(2:1)Raport | Dania · 39' (k.) Jørgensen · 57' Wieghorst · 63' Tomasson | Stadio San Paolo, Neapol Widzów: 48 919 Sędzia: Dick Jol |
|                 |                                |                |                                                           |                                                          |

| 9 października 1999 | Walia | 0:2(0:2)Raport | Szwajcaria · 16' Rey · 60' Bühlmann | Racecourse Ground, Wrexham Widzów: 5 064 Sędzia: Spiridon Papadakos |
|                     |       |                |                                     |                                                                     |

| 9 października 1999 | Białoruś | 0:0(0:0)Raport | Włochy | Stadion Dynama Mińsk, Mińsk Widzów: 32 000 Sędzia: Claude Colombo |
|                     |          |                |        |                                                                   |